# Ebrahim Seifpour
Mohammad Ebrahim Seifpour Saadabadi (in persiano محمد ابراهیم سیف پور سعد آبادی‎; Teheran, 3 marzo 1938) è un ex lottatore iraniano, specializzato nella lotta libera.

## Biografia
Rappresentò la Iran ai Giochi olimpici estivi di Roma 1960, in cui vinse la medaglia d'argento nel torneo dei pesi mosca, e Tokyo 1964, dove si classificò sesto nella categoria dei pesi piuma.
Fu due volte campione iridato a Yokohama 1962 nei pesi gallo e a quelli di Manchester 1965 nei pesi piuma. Ai mondiali di Sofia 1963, vinse l'argento.
Ai Giochi asiatici di Bangkok 1963 guadagnò l'argento nei pesi piuma.

## Palmarès
| Anno | Manifestazione  | Sede       | Evento              | Risultato | Note |
| ---- | --------------- | ---------- | ------------------- | --------- | ---- |
| 1960 | Giochi olimpici | Roma       | Pesi mosca (-52 kg) | Argento   |      |
| 1961 | Mondiali        | Yokohama   | Pesi gallo (-57 kg) | Oro       |      |
| 1963 | Mondiali        | Sofia      | Pesi piuma (-63 kg) | Argento   |      |
| 1964 | Giochi olimpici | Tokyo      | Pesi piuma (-63 kg) | 6º        |      |
| 1965 | Mondiali        | Manchester | Pesi piuma (-63 kg) | Oro       |      |
| 1966 | Giochi asiatici | Bangkok    | Pesi piuma (-63 kg) | Argento   |      |